# MAZ-5309
Der MAZ-5309 (russisch МАЗ-5309) ist ein Lastkraftwagen des belarussischen Herstellers Minski Awtomobilny Sawod (russisch Минский автомобильный завод, kurz MAZ bzw. МАЗ). Er wird seit 2008 in Serie gefertigt und ist die allradgetriebene Variante des MAZ-5340. Beide Fahrzeuge werden von einem Achtzylinder-Dieselmotor aus russischer Produktion angetrieben. Der Hersteller hat das Fahrzeug seit etwa 2015 nicht mehr im Programm, es wird aber mit Stand 2019 nach wie vor als Fahrgestell für Feuerwehrfahrzeuge mit Aufbauten von externen Unternehmen angeboten.
Unter der Bezeichnung MAZ-5309RR wird der Lkw, umgebaut als Rallyefahrzeug, seit mehreren Jahren vom Werksteam unter anderem bei der Rallye Dakar eingesetzt.

## Beschreibung

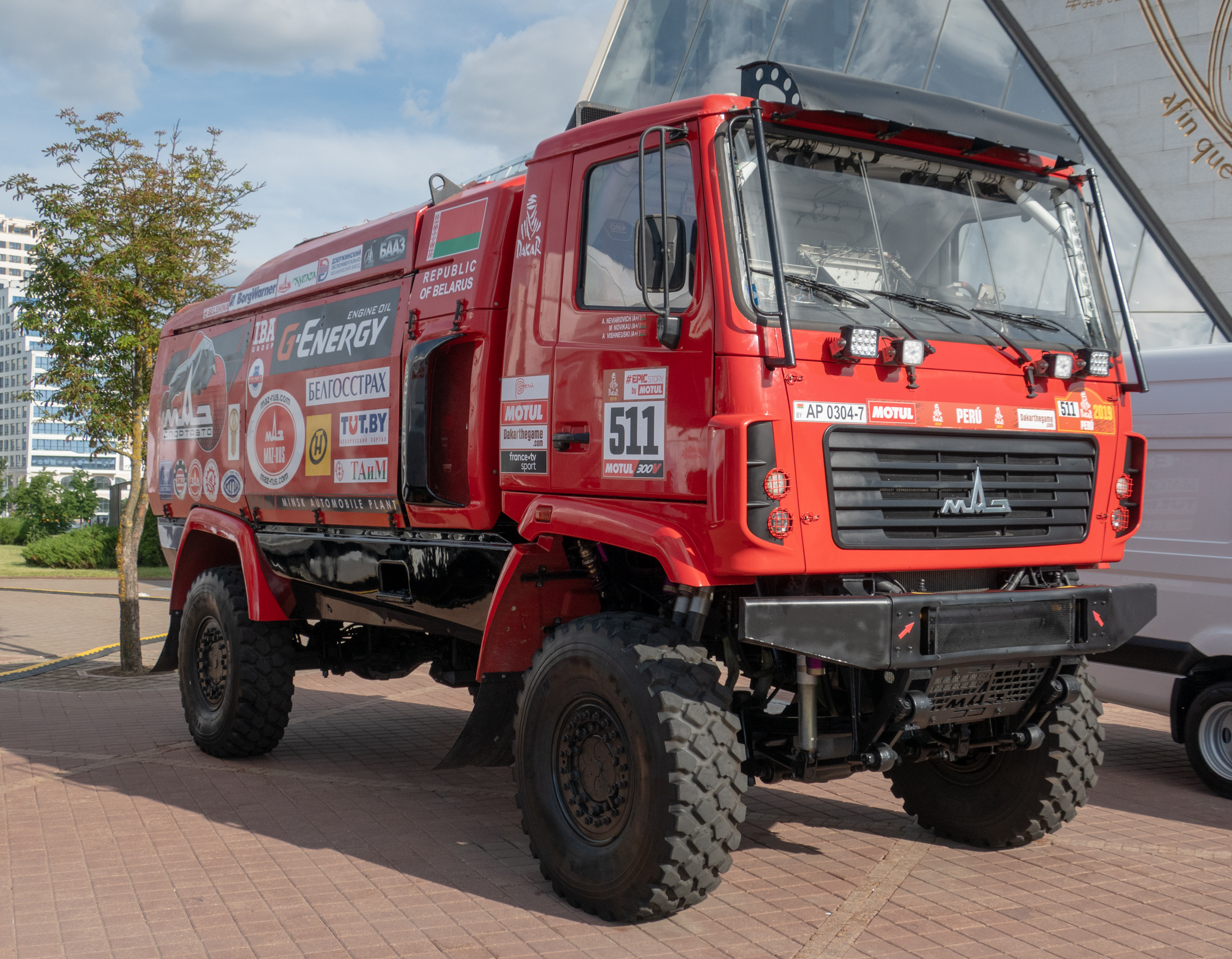
MAZ-5309RR auf einer belarussischen Ausstellung (2019)

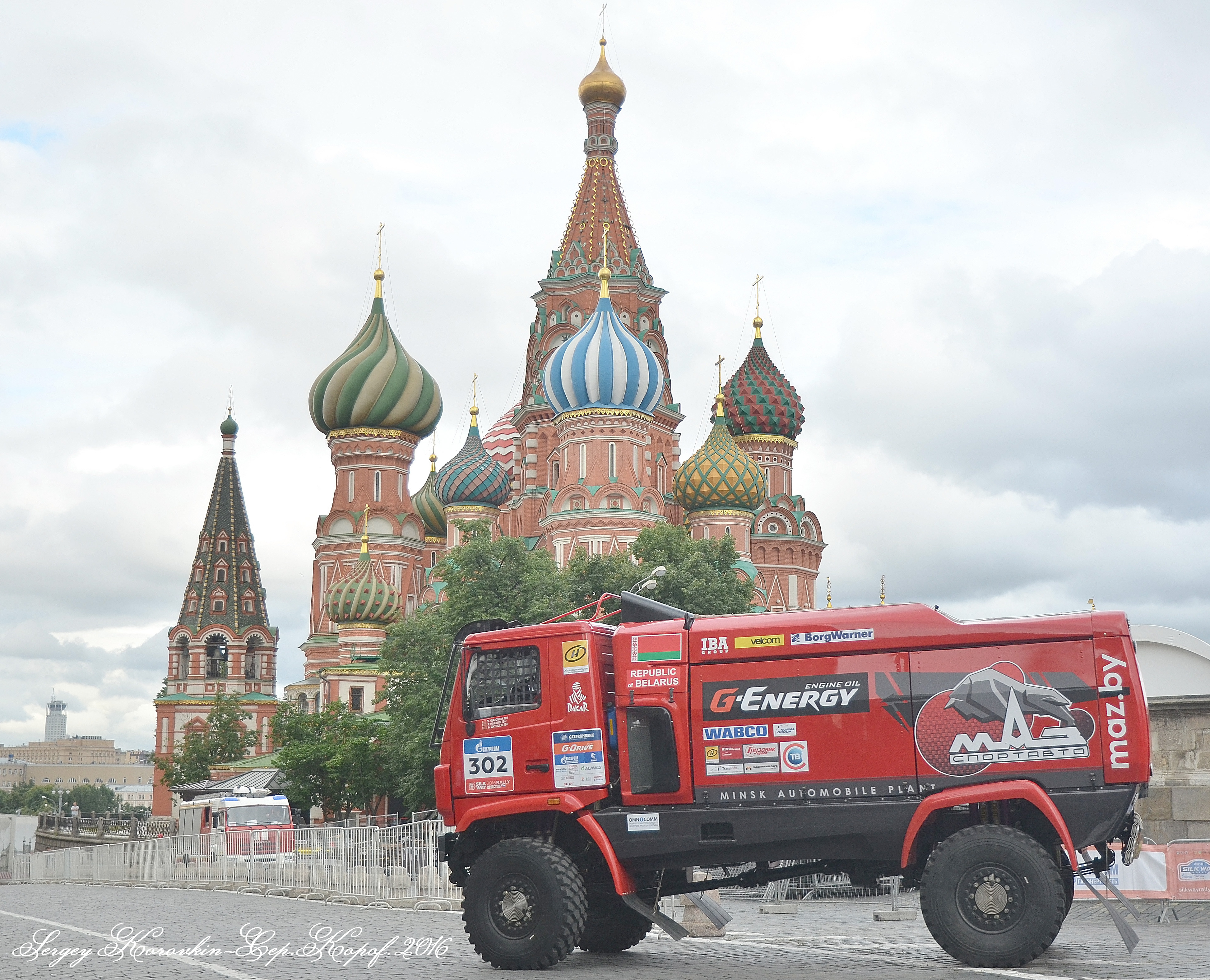
MAZ-5309RR bei der Silk Way Rally auf dem Roten Platz in Moskau (2016)

Um die Jahrtausendwende entwickelte das Minski Awtomobilny Sawod den MAZ-5316, der seit dem MAZ-502 aus den 1950er-Jahren der erste militärische Zweiachser mit Allradantrieb des Herstellers war. Mit dem Wechsel der zivilen Modellgenerationen vom MAZ-5336 und MAZ-5337 hin zum MAZ-5340 Anfang der 2000er-Jahre, wurde auch auf Basis des neuen Zweiachsers ein Fahrzeug mit Allradantrieb entwickelt. Der so entstandene MAZ-5309 wurde 2008 in die Serienfertigung übernommen. Wie bereits der Vorgänger erhielt der Lkw einen Achtzylinder-Dieselmotor mit 330 PS vom Typ JaMZ-238. Auch das Handschaltgetriebe wird vom Jaroslawski Motorny Sawod zugeliefert.
Der MAZ-5309 wurde ab Werk in unterschiedlichen Varianten angeboten, unter anderem mit Pritsche und als Fahrgestell ohne Aufbau. Mit Stand 2019 wird das Fahrzeug nicht mehr offiziell vom Hersteller angeboten. Er wird jedoch nach wie vor von externen Unternehmen als Basis für Feuerwehrfahrzeuge genutzt. Grund ist wahrscheinlich, dass die Motoren lediglich die Abgasnorm Euro-2 erfüllen und auch nie modernere Aggregate eingebaut wurden. Ein Nachfolger existiert bisher nicht.
Im Laufe der Produktionszeit wurde die Kabine optisch und technisch überarbeitet.
Das Werksteam von MAZ nimmt mit einem modifizierten MAZ-5309 (als MAZ-5309RR bezeichnet) seit etwa 2010 an verschiedenen Rallyeveranstaltungen teil, darunter an der Silk Way Rally und seit 2011 auch an der Rallye Dakar. Damit war es, nach den Fahrzeugen von KAMAZ, das zweite Team aus der ehemaligen Sowjetunion. Für die Rennveranstaltungen wurde der Lkw stark modifiziert und erhielt unter anderem einen Turbodieselmotor mit 850 PS (625 kW), ein Getriebe von ZF Friedrichshafen, Achsen von Sisu Axles und Reifen von Michelin. Seit Ende 2018 gibt es einen Nachfolger, der optisch an den MAZ-6440 angelehnt ist, technisch aber weiter auf dem Fahrgestell des MAZ-5309 basiert.

## Technische Daten
Für den MAZ-5309 mit Pritsche und Plane, wie er etwa bis 2015 vom Hersteller angeboten wurde.
- Motor: Achtzylinder-Viertakt-Dieselmotor
- Motortyp: JaMZ-238DE2
- Leistung: 330 PS (243 kW)
- Hubraum: 14.860 cm³
- Getriebetyp: JaMZ-239, mechanisch, 9 Vorwärtsgänge, 1 Rückwärtsgang
- Abgasnorm: Euro-2
- Tankinhalt: 300 l
- Höchstgeschwindigkeit: 85 km/h, elektronisch abgeregelt
- Kabine: Nahverkehr
- Sitzplätze: 2
- Antriebsformel: 4×4

Abmessungen und Gewichte
- Länge: 8130 mm
- Breite: 2550 mm
- Höhe: 4000 mm
- Radstand: 5000 mm
- Abmessungen des Laderaums (L × B × H): 5350 × 2480 × 2420 mm
- Ladevolumen: 32,7 m³
- Höhe des Bodens der Ladefläche über Straßenniveau: 1550 mm
- Reifengröße: 14,00R20
- Leergewicht: 10.225 kg
- Zuladung: 6800 kg
- Achslast vorne: 7500 kg
- Achslast hinten: 9500 kg
- zulässiges Gesamtgewicht: 17.000 kg
- zulässige Anhängelast: 24.000 kg
- zulässiges Gesamtgewicht des Lastzuges: 41.000 kg